# 法语历史
法语是一种罗曼语族语言（即分化自通俗拉丁语），属于高卢-罗曼语支。
一种语言的历史一般要分为“外部”和“内部”，前者描述了影响语言的民族、社会、政治、技术和其他变化，后者则关注语言本身经历的语音语法变化。

## 外部社会政治史

### 罗马时期（高卢行省）
在凯撒征服今日法国的绝大部分领土（58–52 BC）之前，今日法国大部分地区被说凯尔特语族语言的人占据，罗马人称他们为高卢人和贝尔盖人。法国南部还分布着其他一些残存的语言族群，如比利牛斯山东部和西地中海沿岸的伊比利亚人、东地中海沿岸和阿尔卑斯地区残存的利古里亚人、马赛和昂蒂布等希腊殖民地分布的希腊人以及西南大部分布着的瓦斯孔人和阿基坦人（原始巴斯克人）。高卢语人群很可能在罗马时代也接着说高卢语，当地仅是物质上经历了剧烈的罗马化。高卢语和拉丁语共存了好几个世纪，最后一份比较可信的高卢语证明写于6世纪下半叶，内容事关奥弗涅的一座异教神殿被毁。
高卢凯尔特人曾说高卢语，这得到了适度的证实，且似乎有相当多样的方言，如南阿尔卑斯高卢语。法语演化自通俗拉丁语（拉丁化的意大利语族方言，称作sermo vulgaris），但也受到高卢语的影响。例子如连音现象（联诵、再音节化、辅音弱化）、非重音音节的消失和元音变化（如高化：/u/、/o/ → /y/、/u/；前移：重音的/a/ → /e/、/ɔ/ → /ø/或/œ/）。来自高卢语的句法特征有强化前缀ro-~re-（引自维也纳词表，5世纪）（参luire“闪烁”vs. reluire“闪耀”；与爱尔兰语ro-和威尔士语rhy-“很”有关）、强调结构、前置介词迂回表达短语以表达动词体、oui“是”、aveugle“盲”的语义发展。
/ps/ → /xs/、/pt/ → /xt/两个音变见于Graufesenque（1世纪）的陶文，其上paraxsidi这个词写作paropsides。相似地，-cs- → /xs/ → /is/、-ct- → /xt/ → /it/两个音变，后者常见于西罗曼语支大多数语言，也可见于铭文：Divicta~Divixta、Rectugenus~Rextugenus~Reitugenus，也反映在威尔士语中，如*seχtan → saith“七”、*eχtamos → eithaf “极”。至于罗曼语，比较：
- 拉丁语fraxinus“梣木” → 古法语fraisne（规则frêne）、奥克语fraisse、加泰罗尼亚语freixe、葡萄牙语freixo、罗曼什语fraissen（比较意大利语frassino、罗马尼亚语（方言）frapsin、西班牙语fresno）。
- 拉丁语lactem“奶”→ 法语lait、威尔士语llaeth、葡萄牙语leite、加泰罗尼亚语llet、皮埃蒙特语lait、利古里亚语leite（比较意大利语latte、奥克语lach、伦巴第语làcc、罗曼什语latg、西班牙语leche）。

这两种变化有时在法语中会产生累积效应：拉丁语capsa → *kaχsa → caisse（比较意大利语cassa、西班牙语caja）或captīvus → *kaχtivus → 奥克语caitiu、古法语chaitif（规则chétif“可怜、虚弱”，参威尔士语caeth“奴隶”，比较意大利语cattivo、西班牙语cautivo）。
在法语和临近的民间方言、近缘语言中，约有200个源自高卢语的词汇被保留下来，其中大部分与日常生活有关。它们包括：
- 地貌特征（bief“水道、磨坊步行道”、combe“洞”、grève“砂石”、lande“石膏”）；
- 植物名（berle“水芹”、bouleau“桦树”、bourdaine“黑赤杨”、chêne“橡树”、corme“花楸果”、gerzeau“麦仙翁”、if“紫杉”、vélar/vellar“钻果蒜芥”）；
- 野生动物（alouette“云雀”、barge“塍鹬”、loche“泥鳅”、pinson“雀”、vandoise“石斑鱼”、vanneau“凤头麦鸡”）；
- 农村及农场生活，主要有：boue“泥”、cervoise“麦芽酒”、charrue“犁”、glaise“黄土”、gord“桩网”、jachère“休耕地”、javelle“捆”、marne“泥灰岩”、mouton“绵羊”、raie“田埂坎”、sillon“沟”、souche“树桩”、tarière“螺丝锥”、tonne“酒桶”）；
- 少数基础动词（braire“（驴）叫”、changer“改变”、craindre“害怕”、jaillir“涌动”）；[13]
- 借译：aveugle“盲”，来自拉丁语ab oculis“无眼的”，是高卢语exsops“盲”的音译，字面意思“无眼的”[14][15]（比较拉丁语caecus → 古法语cieu、意大利语cieco、西班牙语ciego、orbus → 奥克语òrb、威尼托语orbo、罗马尼亚语orb）。

其他凯尔特词汇不是直接借用的，而是经由拉丁语带来的，其中有些在拉丁语中十分常用，如braies“及膝的裤子”、chainse“外衣”、char“马车”、daim“狍子”、étain“锡”、glaive“宽剑”、manteau“外套”、vassal“奴隶、无赖”。拉丁语因其在商业、行政、教育上的地位，在城中贵族之间迅速流行起来，但到四五个世纪之后才在农村普及开来，因为拉丁语对乡绅和农民来说几乎没有社会价值。拉丁语的传播可归因于晚期帝国的社会因素，如从以城市为中心的权力向以乡村为中心的经济、合法农奴制的转变。.

### 法兰克语
3世纪的西欧受到日耳曼人自北、东两个方向的入侵，有些部落定居在高卢。在法语历史中，最重要的部落是定居在今日法国北部的法兰克人、今日德法边境地区（阿尔萨斯）的阿勒曼尼人、罗讷河及索恩河河谷的勃艮第人、阿基坦一带和西班牙的西哥特人。古法兰克语对它们各自所在地区的拉丁语都产生了深远影响，改变了发音（特别是元音e、eu、u、短o）和句法，另外也带来了一些词汇。不同文献鉴别出的现代法语（法语方言除外）所含有的日耳曼语词汇从约500个（≈1%）（主要借自哥德语和法兰克语）到所有现代词汇的15%（来自到现代为止所有日耳曼语的词汇：哥德语、法兰克语、古诺斯语/斯堪的纳维亚语、荷兰语、德语、英语），若将来自拉丁语和其他罗曼语的日耳曼语词汇考虑在内，则占比会更高。（注意据法兰西学术院的统计，只有约5%的法语词汇来自英语）
词汇/词法/句法上的改变：
- 语言本身的名称français，来自古法语franceis/francesc（比较中世纪拉丁语franciscus），来自日耳曼语frankisc“法语、法兰克语”，来自Frank（“自由者”）。法兰克人称自己所在的地区为Franko(n)，到3世纪时在拉丁语中变为Francia（当时指比利时高卢的某片区域，可能在今日比利时或荷兰境内）。Gaule（“高卢”）这一名称也来自法兰克语*Walholant（“高卢人的土地”）。
- 与其社会结构有关的一些表达（baron/baronne, bâtard, bru, chambellan, échevin, félon, féodal, forban, gars/garçon, leude, lige, maçon, maréchal, marquis, meurtrier, sénéchal）。
- 军事术语（agrès/gréer, attaquer, bière ["stretcher"], dard, étendard, fief, flanc, flèche, gonfalon, guerre, garder, garnison, hangar, heaume, loge, marcher, patrouille, rang, rattraper, targe, trêve, troupe）。
- 来自法兰克语及其他日耳曼语的颜色词（blanc/blanche, bleu, blond/blonde, brun, fauve, gris, guède）。
- 其他常见词汇，如abandonner, arranger, attacher, auberge, bande, banquet, bâtir, besogne, bille, blesser, bois, bonnet, bord, bouquet, bouter, braise, broderie, brosse, chagrin, choix, chic, cliché, clinquant, coiffe, corroyer, crèche, danser, échaffaud, engage, effroi, épargner, épeler, étal, étayer, étiquette, fauteuil, flan, flatter, flotter, fourbir, frais, frapper, gai, galant, galoper, gant, gâteau, glisser, grappe, gratter, gredin, gripper, guère, guise, hache, haïr, halle, hanche, harasser, héron, heurter, jardin, jauger, joli, laid, lambeau, layette, lécher, lippe, liste, maint, maquignon, masque, massacrer, mauvais, mousse, mousseron, orgueil, parc, patois, pincer, pleige, rat, rater, regarder, remarquer, riche/richesse, rime, robe, rober, saisir, salon, savon, soupe, tampon, tomber, touaille, trépigner, trop, tuyau，以及以硬g（如gagner, garantie, gauche, guérir）或有声h（haine, hargneux, hâte, haut）开头的大多数词[19]
- 以-ard（来自法兰克语hard：canard, pochard, richard）、-aud（来自法兰克语wald：crapaud, maraud, nigaud）、-an/-and（来自古后缀-anc, -enc：paysan, cormoran, Flamand, tisserand, chambellan）结尾的词，都是很常见的法语人名姓后缀。
- 以-ange（对应英语-ing、德语-ung；boulange/boulanger, mélange/mélanger, vidange/vidanger）、指小词-on（oisillon）结尾的词
- 以-ir结尾的多数动词（第二组，参见法语动词变位），如affranchir, ahurir, choisir, guérir, haïr, honnir, jaillir, lotir, nantir, rafraîchir, ragaillardir, tarir等等
- 前缀mé(s)-（来自法兰克语missa-，如mésentente, mégarde, méfait, mésaventure, mécréant, mépris, méconnaissance, méfiance, médisance）
- 前缀for-, four-如forbannir, forcené, forlonger, (se) fourvoyer等，来自法兰克语fir-, fur-（参德语ver-；英语for-），与拉丁语foris>古法语fuers“外面、超过”相混。拉丁语foris在古典拉丁语中不用作前缀，而在日耳曼人入侵后的中世纪拉丁语中，则可以做前缀。
- 前缀en-、em-（加强并与拉丁语in-“在/向……里/上”相混）的使用范围扩张了。受法兰克语*in-、*an-影响，常有强调或完成意味：emballer, emblaver, endosser, enhardir, enjoliver, enrichir, envelopper；
- The syntax shows the systematic presence of a 主语代词在动词前，同日耳曼语类似：je vois, tu vois, il voit。主语代词可有可没有，function of the parameter pro-drop, in most other Romance languages (as in Spanish veo, ves, ve).
- 疑问句中主语-动词翻转为动词-主语，常见于日耳曼语而不常见于法语之外的罗曼语（Vous avez un crayon.；Avez-vous un crayon?“你有铅笔吗？”）。
- 日耳曼语语序中，形容词一般在被修饰词之前。这种语序在法语中比其他罗曼语更加常见，一般是强制的（belle femme、vieil homme、grande table、petite table）。语序可变时，往往会变为别的含义：grand homme（“伟人”）、le plus grand homme（“最伟大的人”），比较homme grand（“高个子人”）、l'homme le plus grand（最高的人），certaine chose与chose certaine。瓦隆语的语序为“形容词+修饰词”，与古法语及北科唐坦诺曼语相同。
- 有几个词是据日耳曼语中的对应词汇仿译过来的（bienvenue, cauchemar, chagriner, compagnon, entreprendre, manoeuvre, manuscrit, on, pardonner, plupart, sainfoin, tocsin, toujours）。

法兰克语对法语的诞生起到了决定性的影响，这也部分解释了古法语为何是最早有书面记载（《斯特拉斯堡誓言》和《圣尤拉莉亚颂》）的罗曼语。新的语言和拉丁语的分歧是如此的明显，以至于两者之间不再能相互理解。古低地法兰克语的影响也是造成奥依语和奥克语间差异的主要原因，因为法国北部的不同地区在几个世纪里依然拉丁语和日耳曼语并行，这正好与第一批古法语文献的诞生地相符。法兰克语重塑了当地的拉丁语，并赋以十分独特的特征。第一个影响是用日耳曼语的重音代替了拉丁语的旋律重音，这导致元音裂化、长短元音相混以及非重音音节和末元音的消失：拉丁语decima>法语dîme（>英语dime。意大利语decima；西班牙语diezmo）；通俗拉丁语dignitate>古法语deintié（>英语dainty。奥克语dinhitat；意大利语dignità；西班牙语dignidad）；通俗拉丁语catena>古法语chaiene（>英语chain。奥克语cadena；意大利语catena；西班牙语cadena）。另一方面，拉丁语aqua>奥克语aigue>古法语ewe>法语eau“水”这样的常用词，可能受到了古萨克逊语或古高地德语aha发音的影响（原始日耳曼语*ahwo）。
另外，通俗拉丁语中已经消失的两个音素重新出现：[h]与[w]（>古法语g(u)-、古北法兰克语w-，参皮卡第语w-），如通俗拉丁语altu>古法语halt“高”（受古低地法兰克语*hauh影响；≠意大利语、西班牙语alto；奥克语naut）；通俗拉丁语vespa>法语guêpe（古北法兰克语wespe；皮卡第语wespe）“黄蜂”（受古低地法兰克语*waspa；≠奥克语vèspa；意大利语vespa；西班牙语avispa）；拉丁语viscus>法语gui“槲寄生”（受古低地法兰克语wihsila“欧洲黑樱桃”以及类似水果影响，when they are not ripe; ≠ Occitan vesc; Italian vischio); 拉丁语vulpes“狐狸”>晚期拉丁语vulpiculu“小狐狸”>古法语g[o]upil（受古低地法兰克语*wulf“狼”影响；≠意大利语volpe）。意大利语和西班牙语中，经由法语借自日耳曼语的词汇、或直接从日耳曼语中借来的词汇也维持了[gw]和[g]：意大利语、西班牙语guerra“战争”。这些例子明确表明了双语的盛行，双语并行才可能使得拉丁语的首音节发生如此大的变化。
还有一个相反的例子，拉丁词影响日耳曼词：古低地法兰克语*brambasi>framboise“覆盆子”（参古高地德语brāmberi>Brombeere“桑葚”；英语brambleberry（悬钩子果）；*basi“浆果”参哥德语-basi、荷兰语bes“浆果”）与晚期拉丁语fraga或古法语fraie“草莓”相混，这解释了[b]>[f]；反过来，framboise最后的-se把fraie变成了fraise（≠奥克语fragosta“覆盆子”、意大利语fragola“草莓”。葡萄牙语framboesa“覆盆子”、西班牙语frambuesa来自法语）。
Pope (1934)等语文学家估测现代法语中约有15%的词汇有日耳曼语来源，其比例小于古法语，因为中世纪以来法语受神职人员和语法学家的规范，经历过再拉丁化和轻微的意大利化。无论如何，如haïr“恨”（≠拉丁语odiare>意大利语odiare、西班牙语odiar、奥克语asirar）和honte“耻辱”（≠拉丁语vĕrēcundia>奥克语vergonha、意大利语vergogna、西班牙语vergüenza）这种词仍很普遍。
Urban T. Holmes Jr.估计，在850年代末，奥斯特拉西亚西部和纽斯特利亚的政府官员仍以日耳曼语为第二语言，到10世纪时这一地区的日耳曼语才渐渐在口语中消亡，也不乏一些存续下来的日耳曼语元素，特别是在法语方言中（普瓦图方言、诺曼语、勃艮第语、瓦隆语、皮卡第语等）。

### 诺曼语以及来自低地国家的表达
1204年，诺曼底公国被并入法国王室领地，于是许多词汇从诺曼语传入法语，其中大约150个古诺斯语来源的词汇至今仍在使用。大多数都与航海有关：abraquer, alque, bagage, bitte, cingler, équiper (to equip), flotte, fringale, girouette, guichet, hauban, houle, hune, mare, marsouin, mouette, quille, raz, siller, touer, traquer, turbot, vague, varangue, varech。还有一些与农业和日常生活有关：accroupir, amadouer, bidon, bigot, brayer, brette, cottage, coterie, crochet, duvet, embraser, fi, flâner, guichet, haras, harfang, harnais, houspiller, marmonner, mièvre, nabot, nique, quenotte, raccrocher, ricaner, rincer, rogue。
同样，大多数从荷兰语借来的词汇都涉及贸易或具有航海性质：affaler, amarrer, anspect, bar (sea-bass), bastringuer, bière (beer), blouse (bump), botte, bouée, bouffer, boulevard, bouquin, cague, cahute, caqueter, choquer, diguer, drôle, dune, équiper (to set sail), frelater, fret, grouiller, hareng, hère, lamaneur, lège, manne, mannequin, maquiller, matelot, méringue, moquer, plaque, sénau, tribord, vacarme，这些词都来自低地德语：bivouac, bouder, homard, vogue, yole，以及英语：arlequin（来自意大利语arlecchino<诺曼语hellequin<古英语*Herla cyning）、bateau, bébé, bol（sense 2 ≠ bol < Lt. bolus）, bouline, bousin, cambuse, cliver, chiffe/chiffon, drague, drain, est, groom, héler, merlin, mouette, nord, ouest, potasse, rade, rhum, sonde, sud, turf, yacht。

### 奥依语
中世纪意大利诗人但丁在《论俗语》中，依回答“是”的词将罗曼语分成三类：Nam alii oc、alii si、alii vero dicunt oil“有些人说oc，有些人说si，还有人说oïl”。oïl来自拉丁语hoc ille“就是它”，这种语言主要位于法国北部；oc来自拉丁语hoc“那”，这种语言主要分布在法国南部；si来自拉丁语sic“这样”，这种语言主要位于意大利半岛和伊比利亚半岛。现代语言学家通常会在里昂周边加进第三组，即“阿尔皮坦语”或“法兰克-普罗旺斯语”，其现代答应“是”说ouè。

奥依语的范围

高卢-罗曼语支分布在法国北部，而皮卡第语、瓦隆语、弗兰西语等奥依语则受入侵的法兰克人讲的日耳曼语族语言影响。自克洛维一世时期起，法兰克人逐步夺得高卢北部的统治权。后来法语由巴黎和法兰西岛大区附近的奥依语演变而来（弗兰西说），或是从基于所有奥依语的共同特征的行政用语演变而来（通用语理论）。
奥克语用oc或òc表示“是的”，分布在法国南部和西班牙北端。其中的语言，如加斯科涅语和普罗旺斯方言所受的法兰克语影响非常小。
中世纪其他语言对法语也产生了些许影响。
现代法语的主体诞生自奥依语，不过也获得了si这个词，用于反驳否定的陈述或回答否定的问题。该词同西班牙语、加泰罗尼亚语sí、葡萄牙语sim、意大利语sì“是的”同源。
4至7世纪，康瓦尔郡、德文郡和威尔士的布立吞亚支人群因贸易和盎格鲁-撒克逊人的入侵跨过英吉利海峡。他们在阿摩里卡定居下来，语言在近几个世纪演变为布列塔尼亚语，向法语中输入了bijou“宝石”（<布列塔尼亚语bizou，派生自biz“手指”）和menhir（<布列塔尼亚语maen“石”及hir“长”）。
最晚自凯撒以来，法国西南部的九民之地就有一支说类似于巴斯克语的语言的非凯尔特语人群，但其语言随着罗曼语族在中世纪早期的扩张渐渐消亡了。原始巴斯克语影响了加龙河和比利牛斯山之间基于拉丁语的语言，演变为奥克语的一种方言，也称加斯科涅语。源自巴斯克语的词汇如boulbène、cargaison。
原居于斯堪的纳维亚半岛的维京人自9世纪开始入侵法国，并主要定居在诺曼底。诺曼人学会了当地的奥依语，而诺曼语仍受到古诺斯语及其方言的强烈影响。他们也向法语输出了一些与航海、农业有关的词汇（mouette, crique, hauban, hune等）。
在1066年诺曼征服英格兰之后，诺曼人的语言演变为盎格鲁-诺曼语，并成为了英格兰政治及经济用语。这样的局面一直持续到百年战争，战争期间法语对英语的影响大大冲击了英国社会。
也大约在那时，阿拉伯语（或经由阿拉伯语源自波斯语）也有些词汇进入了法语，主要通过中世纪拉丁语、意大利语和西班牙语转手。这些词涉及奢侈品（élixir, orange）、香辛料（camphre, safran）、商品（alcool, bougie, coton）、科学（alchimie, hasard'）和数学（algèbre, algorithme）。要到19世纪法国在北非建立殖民地，阿拉伯语才有机会直接向法语输出词汇（toubib, chouia, mechoui）。

### 现代法语
一些语言学家将1300年前后的奥依语统称为古法语。现存最早的法语文本是842年的《斯特拉斯堡誓言》；古法语随着讲述查理曼圣骑士和十字军东征英雄的《武功歌》的流传，逐渐成为一种文学语言s of 。
第一个将现代法语规定为官方语言的政府是瓦莱达奥斯塔大区（1536），比法国早三年。1539年，国王弗朗索瓦一世颁布了维莱科特雷法令，规定法语为法国行政和法庭所用的官方语言，取代了此前使用的拉丁语。标准化的“大法官方言”（chancery dialect）和变格系统消亡后的这种方言也被称为中古法语。第一部法语的语法描述是路易·梅格雷（Louis Maigret）1550年所作《法语语法》（Tretté de la Grammaire française）。现代法语中共有700个来自意大利语的词汇，大部分都出现于这一时期，包括一些表示艺术概念（scenario, piano）、奢侈品和食物的词汇。最早的法语文学史作品也成形于这一时期：克劳德·伏谢（Claude Fauchet）著于1581年的《法国语言和诗歌的起源》（Recueil de l'origine de la langue et poesie françoise）。
经过一段时间的统一、规范化和净化，17、18世纪的法语也被称作古典法语，不过大多数语言学家只将17世纪以来的法语称作现代法语。
1634年，红衣主教黎塞留创建了法兰西学术院，本是为净化和保护法语。该机构延续至今，为语言的监督和外来表达方式的翻译作出了贡献，如将软件译作logiciel，将船邮译作paquebot，将骑手上衣译作redingote等。不过将计算机译作ordinateur的不是学术院成员，而是由IBM任命的语言学家。
17至19世纪，法国可谓欧洲第一陆上强国；加上启蒙运动的影响，法语一度成为欧洲的通用语，特别是在艺术、文学和外交方面。普鲁士腓特烈二世和俄国叶卡捷琳娜二世都能流利地读写法语。俄国、德国和斯堪的纳维亚国家的宫廷以法语为主要或官方语言，并将自己民族的语言视作“农民语言”“土话”。受迫害的胡格诺派移民也帮助了法语向其他国家的传播。
17、18世纪，法语在美洲永久地确立了自己的地位。新法兰西殖民者的法语有多流利一直存在争议。不到15%的殖民者（女性的25%、男性的5%）来自巴黎地区，他们的法语肯定比较流利，但其余大部分人来自法国西北部和西部地区，其第一语言可能不是法语。目前并不清楚这些殖民者中，有多少人以法语为第二语言，又有多少人因奥依语和法语间的相似性而不存在交流障碍。无论如何，所有来自法国的人群最后都统一说了法语，以至于有许多史料指出，到17世纪末。所有“加拿大人”都讲法语，这远在法国的统一完成之前。今天，法语在美洲有约1000万名使用者（基于法语的克里奥尔语也有约1000万使用者）。
法语的同一性通过学术院、公共教育、官方控制和媒体几个世纪以来的努力，到今日已经初步实现，但区域间的口音和词汇方面仍存在很大的多样性。一些评论家认为，法语的“最佳”发音是图赖讷（图尔和卢瓦尔河谷一带）的口音，但一来这种判断的价值导向存在明显的问题，二来随着人们对某一特定地区的终生依恋日益丧失，以及国家媒体重要性的日益增加，特定“地区”口音的未来往往难以预测。在1789年法国大革命和拿破仑一世之后诞生的法国人的民族国家通过民族认同，特别是巩固发育的使用而统一了法兰西人。因此，根据历史学家埃里克·霍布斯鲍姆的说法，“法语对‘法国’这一概念来说至关重要，尽管在1789年，得有一般人压根不会说法语，8个人中大概能有1个说得比较流利的——事实上，即使在奥依语语区，城郊和乡下的居民通常也不说法语。在法国南北两端，几乎就没人说法语。”霍布斯鲍姆强调了拿破仑发明的征兵制和1880年代颁布的公共教育法的作用，是这些法律法规将法国的各个人群混合到一个民族主义的模子里，这创造了法国公民的公民意识，之后各种“土语”才被逐渐消除。

#### 问题
在今天的法国，关于保护法语和英语的影响有些争论，特别是在国际贸易、科学和流行文化方面。目前法国政府已经颁布了一些法律法规要求所有带外来表达的广告都要配上法语翻译，并要求广播中的法语歌曲占比不得低于40%。一些地区以及少数民族政治文化团体也在不同程度上施压，要求在一定程度上承认、支持其地方语言。
法语曾是欧洲主要的国际语言，自17至20世纪中叶一直是外交语言，但在20世纪，特别是第二次世界大战之后，随着美国作为全球性的超级大国崛起后，法语的国际意义大部被英语取代。终结第一次世界大战的《凡尔赛条约》是用英语和法语双语书写的。总部设在法国的大型跨国企业数量不算多，越来越多的公司甚至在法国的业务中也使用英语作为国际语言。另外，为了获得国际认可，法国科学家经常用英语发表其论文。
这些趋势也遇到了一些阻力。2006年3月，在Ernest-Antoine Seilliere开始用英语发言后，法国总统雅克·希拉克短暂地退出了欧盟峰会。2007年2月，国际法语论坛开始组织反对英语在法国的“语言霸权”的抗议活动，支持法国工人使用法语作为其工作语言。
法语仍是世界上学习人数最多的第二语言，仅次于英语，在部分地区特别是非洲还是通用语。在欧洲之外，法语这种活语言留下了多种遗产：在东南亚基本灭绝，而在西印度群岛则演变为克里奥尔语。许多前法国殖民地将法语作为官方语言，讲法语的人数也在增加，特别是在非洲。
加拿大魁北克省自1970年代以来，为促进法语在行政、商业和教育中的使用设立了多部法律。例如第101号法案规定，父母均未上过英语学校的大部分儿童有义务接受法语教育。魁北克法语办公室等机构也在努力维持魁北克法语的独特性。
有法国人移民到美国、澳大利亚和南美，但这些移民大多都被同化了。美国路易斯安那州和新英格兰部分地区（特别是缅因州）正在努力保护当地的法语。

## 内部音系史
法语经历的音变十分彻底，特别是与罗曼语族其他语言如西班牙语、葡萄牙语、意大利语、罗马尼亚语比较时：
| 拉丁语                    | 书面法语 | 法语发音 | 意大利语 | 西班牙语 | 葡萄牙语 | 罗马尼亚语 |
| ------------------------- | -------- | -------- | -------- | -------- | -------- | ---------- |
| canem “狗”                | chien    | /ʃjɛ̃/    | cane     | can      | cão      | câine      |
| octō “8”                  | huit     | /ɥit/    | otto     | ocho     | oito     | opt        |
| pēram “犁”                | poire    | /pwaʁ/   | pera     | pera     | pera     | pară       |
| adiv̄tāre “帮助”           | aider    | /ɛde/    | aiutare  | ayudar   | ajudar   | ajuta      |
| iacet “它躺/放（在地上）” | gît      | /ʒi/     | giace    | yace     | jaz      | zace       |

| 语言        | 变化                     | 写作    | 发音        |
| ----------- | ------------------------ | ------- | ----------- |
| 古典拉丁语  | –                        | sapv̄tvm | /saˈpuːtũː/ |
| 通俗拉丁语  | 元音音长对立变为音值对立 | sapv̄tvm | /saˈputũ/   |
| 西罗曼语    | 元音变化、第一次弱化     | sabudo  | /saˈbudo/   |
| 高卢-罗曼语 | 末元音消失               | sabud   | /saˈbud/    |
|             | 第二次弱化               | savuḍ   | /saˈvuð/    |
|             | 末辅音清化               | savuṭ   | /saˈvuθ/    |
|             | 圆唇元音旁的/v/消失      | seüṭ    | /səˈuθ/     |
| 古法语      | /u/前移                  | seüṭ    | /səˈyθ/     |
|             | 齿擦音消失               | seü     | /səˈy/      |
| 法语        | 元音间隙消失             | su      | /sy/        |

| 语言       | 变化                       | 写作  | 发音      |
| ---------- | -------------------------- | ----- | --------- |
| 古典拉丁语 | –                          | vītam | /ˈwiːtãː/ |
| 通俗拉丁语 | 元音音长对立变为音值对立   | vītam | /ˈβitã/   |
| 西罗曼语   | 元音变化、第一次弱化       | vida  | /ˈvida/   |
| 古法语     | 第二次弱化、末/a/弱化为/ə/ | viḍe  | /ˈviðə/   |
|            | 齿擦音消失                 | vie   | /ˈviə/    |
| 法语       | 末schwa消失                | vie   | /vi/      |

### 元音
法语和其他大多数罗曼语的共同祖先通俗拉丁语有7个重读元音/a ɛ e i ɔ o u/，与美国英语的pat/pot pet pate peat caught coat coot大致对应，另外还有5个非重读元音/a e i o u/。葡萄牙语和意大利语大致保留了这个系统，西班牙语的/ɛ、ɔ/分别裂化为/je、we/，变为5元音系统/a e i o u/。而在法语中，复杂的音变产生了12–14个普通元音和3–4个鼻化元音（详见法语音系）。
法语元音演变史最突出的特点可能就是强烈的重音，它是受日耳曼语族语言的影响产生的。它使得大多数非重读元音消失、使得开闭音节的重读元音发音产生重大差异。一般认为，开音节的重读元音会延长，大多数长元音会裂化。非重读元音的消失，特别是在重读音节之后的，最终产生了现代法语独特的末音节重读模式（现代法语的重音已经不怎么显著，重读与非重读元音已经没有什么差别）。

#### 非重读元音
通俗拉丁语共有5个非重读元音：/a e i o u/。演变到古法语后，它们出现在词尾时，除/a/外的全部消失，/a/变成schwa（写作e）：
| 拉丁语                | 通俗拉丁语 | 法语  |
| --------------------- | ---------- | ----- |
| factam “做完（阴性）” | /fákta/    | faite |
| noctem “夜”           | /nɔ́kte/    | nuit  |
| dīxī “我说了”         | /díksi/    | dis   |
| octō “8”              | /ɔ́kto/     | huit  |
| factvm “做完（阳性）” | /fáktu/    | fait  |

若末元音的消失产生了前一个辅音为响音的复辅音，也会出现末schwa（以下VL=通俗拉丁语，OF=古法语）：
- popvlvm “人们” > peuple
- inter “在……之间” > VL */entre/ > entre
- patrem “父” > père[b]
- asinvm “驴” > OF asne > âne
- insvlam “岛” > OF isle > île

末schwa最终也消失了，但在拼写和末辅音的发音中留下了自己的痕迹。末辅音一般不再发音，而后面带schwa的则还会保留：fait“做完（阳性）”/fɛ/，比较faite“做完（阴性）”/fɛt/。
非重读中间音节的元音，除了后接重读音节的a之外全部消失，a则变成schwa。拉丁语中重读的音节标上下划线：
- popvlvm “人们” > peuple
- asinvm “驴” > OF asne > âne
- angelvm “天使” > ange
- presbyter “牧师” > VL */prɛ́sbetre/ > OF prestre > prêtre
- qvattvordecim “14” > VL */kwattɔ́rdetsi/ > quatorze
- Stephanvm “Stephen” > VL */estɛ́fanu/ > OF Estievne > Étienne
- septimanam “一周” > VL */settemána/ > semaine
- *parabolāre “说” > VL */parauláre/ > parler
- sacramentvm “圣事” > OF sairement > serment “誓言”[c]
- adiv̄tāre “帮助” > aider
- disiēiv̄nāre “打破某人斋戒” > OF disner > dîner “吃饭”

#### 重读元音
如上所注，重读元音的演化取决于其在开音节（后接最多一个辅音）还是闭音节（后接多个辅音）。开音节中，通俗拉丁语中元音/ɛ e ɔ o/全部裂化，分别变为古法语ie oi ue eu（ue和eu后来合流），而通俗拉丁语/a/高化为古法语e。在闭音节中，所有通俗拉丁语元音一开始都没变，后来/e/变为/ɛ/，/u/变为/y/，/o/变为/u/（后两者无论开闭与重音）。
下表为重读开音节元音变化：
| 通俗拉丁语 | 古法语 | 现代拼写 | 现代读音   | 词例                                                                     |
| ---------- | ------ | -------- | ---------- | ------------------------------------------------------------------------ |
| /a/        | e      | e, è     | /e/, /ɛ/   | mare “海” > mer, talem “如此” > tel, nāsvm “鼻” > nez, natvm “出生” > né |
| /ɛ/        | ie     | ie       | /je/, /jɛ/ | heri “昨天” > hier, *melem “蜜” > miel, pedem “足” > pied                |
| /e/        | oi     | oi       | /wa/       | pēra pear“梨” > poire, pilvm “头发” > poil, viam “路” > voie             |
| /i/        | i      | i        | /i/        | fīlvm “线缆” > fil, vīta “生命” > vie                                    |
| /ɔ/        | ue     | eu, œu   | /ø/, /œ/   | *corem “心” > OF cuer > cœur, novvm “新” > OF nuef > neuf                |
| /o/        | eu     | eu, œu   | /ø/, /œ/   | hōra “小时” > heure, gvla “喉” > gueule                                  |
| /u/        | u      | u        | /y/        | dv̄rvm “硬、难” > dur                                                     |

下表为重读闭音节元音变化：
| 通俗拉丁语 | 古法语 | 现代拼写 | 现代读音 | 词例                                                                 |
| ---------- | ------ | -------- | -------- | -------------------------------------------------------------------- |
| /a/        | a      | a        | /a/      | partem “部分” > part, carrvm “马车” > char, vaccam “牛” > vache      |
| /ɛ/        | e      | e        | /ɛ/      | terram “陆地” > terre, septem “7” > VL /sɛtte/ > OF set > sept /sɛt/ |
| /e/        | e      | e        | /ɛ/      | siccvm “干” > sec                                                    |
| /i/        | i      | i        | /i/      | vīllam “庄园” > ville “城镇”                                         |
| /ɔ/        | o      | o        | /ɔ/, /o/ | portum “港口” > port, sottvm “蠢” > sot                              |
| /o/        | o      | ou       | /u/      | cvrtvm “短” > court, gvttam “滴” > OF gote > goutte                  |
| /u/        | u      | u        | /y/      | nv̄llvm “无” > nul                                                    |

#### 鼻化元音
在第一轮元音失落后，非重读音节中后不接元音的拉丁语n最终被前面的元音吸收，产生一系列鼻化元音。其演变相比普通元音更复杂些（与颚音构成复辅音时更是如此，如punctum “点” > point /pwɛ̃/）。有两种互相独立的情况，两者的差别在于n旁有没有辅音（即n前面的重读元音是变成了开音节还是闭音节元音）。详见法语音韵史。

#### 长元音
拉丁语s在辅音前最终被前面的元音吸收，并变成长元音（现代法语拼写以扬抑符表示）。那时的大部分长元音在现代法语中都不再是长元音（长ê在魁北克法语中仍然独立）。大多数时候古长元音和短元音合流（mur“墙”与mûr“成熟”同音），有些则在音值上产生了对立（比较o/ɔ/与ô/o/）。
现代法语的元音延长实际上是同位异音，即延长词尾擦音/v z ʒ ʁ vʁ/之前的元音（如paix /pɛ/“和平”与pair [pɛːʁ]“平均”）。

#### 颚化辅音的影响
法国区域的晚期通俗拉丁语有一整套颚化辅音，后来其数量也变多了。其中的大部分若在元音前，则两者之间产生一个/j/（硬颚近音），这个音同元音构成双元音，后来使元音依更复杂的规律转变。若它们后接重读开音节的/a/或/e/，则/j/也可能出现在它们后面。如果出现的/j/输出了一个三元音，那么中间那个元音会被吞没。
词例显示出颚化辅音的众多不同来源：
1. 来自元音间隙处的拉丁语e或i：
  - bassiāre “使降低” > VL */bassʲare/ > OF baissier > baisser[e]
  - palātium “宫殿” > VL */palatsʲu/ > palais
2. 来自后接前元音的c或g：
  - pācem “和平” > VL */patsʲe/ > paix
  - cēra “蜡” > VL */tsʲera/ > */tsjejra/ > cire[f]
3. 来自拉丁语复辅音ct、x、gr：
  - factvm “做完” > 西部通俗拉丁语 */fajtʲu/ > fait
  - laxāre “释放” > 西部通俗拉丁语 */lajsʲare/ > OF laissier > laisser “让”[e]
  - nigrvm “黑” > 西部通俗拉丁语 */nejrʲu/ > 早期古法语 neir > noir[g]
  - noctem “夜” > 西部通俗拉丁语 */nɔjtʲe/ > */nwɔjtʲe/ > */nujtʲe/ nuit[h]
4. 来自前不接元音、后接/a/的拉丁语c或g：
  - canem “狗” > 原始法语 */tʃʲane/ > chien
  - carricāre “装载” > 西部通俗拉丁语 */karregare/ > */kargare/ > 原始法语 */tʃʲardʒʲare/ > OF chargier
5. 来自辅音化的i：
  - pēior /pejjor/ “更坏的” > 西部通俗拉丁语 */pɛjrʲe/ > 原始法语 */pjɛjrʲe > pire
  - iacet “他躺（在地上）” > 原始法语 */dʒʲatsʲet/ > */dʒjajtst/ > OF gist > gît[i]

#### l的影响
古法语中，辅音前的l变为u并产生新的双元音，往往后来发生单化：falsam “错误” > fausse /fos/。详见法语音韵史。

### 辅音
牵涉辅音的音变比元音的更“保守”。法语实际上在某些方面相当保守，如保留了词首的pl-、fl-、cl-，不同于葡萄牙语、西班牙语和意大利语：plovēre “下雨” > pleuvoir （西班牙语llover、葡萄牙语chover、意大利语piovere）。

#### 弱化
元音间的辅音会发生弱化。法语中的弱化远比西班牙语、葡萄牙语和意大利语中的典型、大量。例如，元音间的/t/在法语中会发生如下变化：/t/ > /d/ > /ð/ > 无声。然而，西班牙语中仅会发生前两步；巴西葡萄牙语中，仅发生第一步；意大利语中压根不发生弱化。比较vītam“生命”> vie；意大利语vita；葡萄牙语vida；西班牙语vida [biða]下表展示了输出：
| 通俗拉丁语         | 法语        | 词例                                                                                            |
| ------------------ | ----------- | ----------------------------------------------------------------------------------------------- |
| /t/, /d/           | 不发音      | vītam “生命” > vie； cadēre “掉落” > OF cheoir > choir                                          |
| /k/, /g/           | /j/或不发音 | pacāre “付钱” > payer; locāre “放、放松” > louer “借”                                           |
| /p/, /b/, /f/, /v/ | /v/或不发音 | *sapēre “变智慧” > savoir “知道”； dēbēre “不得不……” > devoir； *sapv̄tvm “已知的” > OF seü > su |
| /s/                | /z/         | cavsam “原因” > chose “东西”                                                                    |
| /tsʲ/              | /z/         | potiōnem “喝” > VL */potsʲone/ > poison “药”                                                    |

#### 颚化
如上所述，法国地区的晚期通俗拉丁语有一系列来源不同的颚化辅音。它们产生的音往往在前和/或后丢掉一个/j/，形成双元音，后面又以更复杂的方式演变。
拉丁语元音间隙处的e和i（直接跟在另一个元音后面）在通俗拉丁语中演变为/j/，然后与前面的辅音结合，形成颚化辅音。所有辅音都可以以这种方式颚化，由此产生的辅音变化如下：
| 通俗拉丁语                              | 法语、非韵尾 | 法语、韵尾  | 词例 |
| --------------------------------------- | ------------ | ----------- | --- |
| */tj/ > */tsʲ/                          | (i)s         | (i)s        | potiōnem“喝” > poison“毒药”; palātivm“宫”> palais                                                                      |
| */kj/, */ttj/, */kkj/, */ktj/ > */ttsʲ/ | c, ss        | OF z > s    | *faciam “脸” > face; bracchivm “臂” > OF braz > bras, *pettiam “片” > pièce, *dīrectiāre “设立” > OF drecier > dresser |
| */dj/, */gj/ > */jj/                    | i            | i           | *gavdiam“开心” > joie; medivm “中部” > mi                                                                              |
| */sʲ/                                   | (i)s         | (i)s        | basiāre “亲吻” > baiser                                                                                                |
| */ssʲ/                                  | (i)ss        | (i)s        | bassiāre “使降低” > baisser                                                                                            |
| */lʲ/                                   | ill          | il          | paleam“稻草” > paille; *tripālivm “刑具” > travail “工作”                                                              |
| */nʲ/                                   | gn           | (i)n        | *montāneam“多山的”> montagne “山”; balnevm“澡堂” > VL */banju/ > bain                                                  |
| */rʲ/                                   | (i)r或(ie)r  | (i)r或(ie)r | āream “打谷场；空地” > aire; operārivm “工人” > ouvrier                                                                |
| /mʲ/                                    | ng /nʒ/      | ?           | vīndēmia“葡萄收获季” > OF vendenge > vendange                                                                          |
| /pʲ/                                    | ch           | ?           | sapiam “我也许是明智的” > (je) sache “我也许知道”                                                                      |
| /bʲ/, /vʲ/, /fʲ/                        | g /ʒ/        | g /ʒ/       | *rabiam “怒” > rage; rvbevm “红” > rouge                                                                               |

ce或ci的辅音会变为通俗拉丁语的*/tsʲ/，在元音间弱化为*/dzʲ/（后变为-is-）。/ts/的拼写在古法语中仍保留，但后来简化为/s/：
- centvm “百” > cent
- placēre “安慰” > plaisir “愉悦”
- pācem “和平” > OF pais > paix

ge或gi的辅音会变为通俗拉丁语的/dʒʲ/，在元音间弱化为*/j/。/dʒ/的拼写在古法语中仍保留，但后来简化为/ʒ/。在元音间的/j/常常消失：
- gentēs “人们” > gents > gents
- rēgīna “女王” > OF reïne > reine
- quadrāgintā “40” > quarante
- legere “读” > 原始法语 */ljɛjrʲe/ > lire

不在元音后的ca和ga分别变为/tʃʲ/和/dʒʲ/。/tʃ/和/dʒ/在古法语中都保存，后简化为/ʃ/和/ʒ/：
- carrvm “双轮敞篷战车” > char
- gambam “腿” > jambe
- manicam “袖” > */manka/ > manche
- siccam “干（阴性）” > sèche

在c或g + 另一辅音的复辅音中，c或g变为/j/，使后面的辅音颚化：
- factvm “做完” > fait
- laxāre “释放” > OF laissier “让” > laisser
- vetvlam “老” > veclam > OF vieille
- articvlvm “关节” > VL */arteklu/ > orteil “脚趾”
- vigilāre “放哨” > OF veillier > veiller

有时词中元音的消失会产生/j/或颚化辅音 + 另一个辅音的情形，后一个辅音最终也会颚化：
- medietātem “半” > */mejjetate/ > */mejtʲat/ > moitié
- cōgitāre “想” >> *cv̄gitāre > */kujetare/ > 西部通俗拉丁语 */kujedare/ > 原始法语 */kujdʲare/ > OF cuidier > cuider
- *mānsiōnātam “家庭” > OF maisniée
- *impēiorāre “使恶化” > OF empoirier

#### 韵尾辅音的变化
由于法语丢失了绝大部分的末元音，所以除/tʃ/和/dʒ/外的所有辅音都可做韵尾。/tʃ/和/dʒ/后面要跟一个来自/a/或插音的schwa。古法语所有可能的浊塞音和浊擦音韵尾都会发作清音，这清楚地反映在古法语的拼写中：形容词froit“冷”（阴性froide）、vif“鲜活”（阴性vive）、larc“大”（阴性large）和动词je doif“我必须”vs.'ils doivent“他们必须”vs.je lef“我可以洗”vs.ils levent“他们（可以）洗”。大多数交替现象后来都消失了（部分是因为词法重塑，部分是大多数末辅音消失后的重新拼写，下详），但形容词的交替vif vs. vive （其他带-f的形容词也如此）则一直保留。
中古法语中，绝大多数末辅音会渐渐消失。这分阶段：
1. 末辅音出现在另一个以辅音开头的词之前时，末辅音消失。此阶段可见于单词six和dix，单独发音为/sis/ /dis/，但在辅音开头的词之前读作/si/ /di/，在元音开头的词之前读作/siz/ /diz/。一个词以重读元音+/s/结尾（如复数），则/s/在辅音前时显然与其他地方的结果相同，且产生一个长元音（这仍可见于今日的诺曼语泽西方言，其保存了长元音，以元音结尾的词其复数会使末元音延长。）
2. 停顿之前的末辅音消失。这使得末辅音之后在后接元音开头的词时才发音，这也是联诵的起源。
3. 末辅音在所有环境下消失。除有限的语境和固定的习语外，这一过程仍在进行中，使得联诵现象逐渐消失。非正式表达中尤多见。

常会消失的末辅音有/t/、/s/、/p/，有时有/k/、/r/，/f/较罕见（clé< 早期且现在仍偶尔可见的clef）。辅音/l/和/ʎ/一般保留，而/m/、/n/、/ɲ/、/ʃ/没有出现（浊音({IPA|/d z b g v ʒ/}}也没有出现）。最近一些以前消失了的末辅音重新出现，如sens，以前是/sɑ̃/而现在是/sɑ̃s/。这可能来自对联诵的复原或单词拼写的影响，主要因减少歧义而产生。比如，/sɑ̃/这个发音也可能表示cent“百”、sang“血”或sans“没有”等。

## 顶层与底层语言的影响
法语和其他罗曼语的截然不同有可能可以归结为底层影响（来自高卢语）和顶层影响（来自法兰克语）。但实际上，很难说哪些词汇、发音、语法变化是确实由底层和顶层影响的，因为法语中的许多变化在其他罗曼语中也有相似之处，或是许多语言在演变中都经历过的变化。
音系层面：
- 词首/h/的重新出现主要受法兰克语影响，主要出现在日耳曼语借词中。标准现代法语中，此音素已经再次消失（存活在方言中，特别是诺曼语、皮卡第语、瓦隆语和路易斯安纳方言中）。日耳曼语的h一般不允许联诵：les halles/le.al/、les haies/le.ɛ/、les haltes/le.alt/，而拉丁语的h则允许：les herbes/lezɛrb/、les hôtels/lezotɛl/。
- 北部诺曼语、皮卡第语、瓦隆语、香槟语、勃艮第语、巴斯-洛林方言中重新出现的/w/[43]是受日耳曼语影响产生的。所有罗曼语都借用了含/w/的日耳曼语词，但同言线以南的所有语言，包括现代法语的祖先（“中央法语”）都将其对应为/ɡw/，后来一般变为/ɡ/。英语从诺曼法语1066 – c. 1200）和标准法语（c. 1200–1400）中借来一些词，产生warranty-guarantee、warden-guardian这样的异形同源词。
- 极强的重音的出现导致了非重读元音的消失和重读元音的裂化，这既可能是法兰克语影响也可能是高卢语影响，因为这两种语言都有很强的重音（tela -> TEla -> toile）[44]。这一特征在现代法语中也不再存在，但使得法语单词重音统一落在末音节，因为重音后面的所有元音最终都消失了。
- 重读音节中，补偿性元音延长导致鼻化，是高卢语和/或法兰克语的重音口音造成的。罗曼语中，这主要出现在法语、奥克语、阿尔皮坦语和葡萄牙语中，它们都有凯尔特语底层。但撒丁语、西班牙语和伦巴第语的少数方言也有这种现象，只是后者的鼻化是同位异音。[45]
- 前圆唇元音/y/、/ø/、/œ/可能受日耳曼语影响产生，除法语外很少有罗曼语有这样的原因，但高卢-罗曼语支有，且共同受到日耳曼语的影响。/y/仍存在于凯尔特语中。罗曼语学者Ascoli为代表的多位学者将法语的特有因素归于高卢语底层。[46]实际上16世纪初就有学者将这些音素归于凯尔特人的影响，当时/y/的别名是“高卢u”。罗曼语中，它的分布与有疑似凯尔特语底层的地区密切对应：法语、阿尔皮坦语、奥克语、罗曼什语、高卢-意大利方言、葡萄牙语少数方言。这一变化可能与布立吞亚支种类似的长[u]前移为[y]发生在同一时期。另一方面，Posner和Meyer-Lübke等人承认有可能受到凯尔特语影响，但认为这种变化是内部原因造成的。[47][48]
- 元音间辅音的弱化（上详）可能源于高卢语底层。大约同一时期凯尔特语、部分罗曼语也发生了类似的变化，有无变化的分界线（拉斯佩齐亚-里米尼线）紧密对应凯尔特人在古罗马的定居南界。弱化也影响了日耳曼语借词（haïr < hadir < *hatjan; flan < *fladon; (cor)royer < *(ga)rēdan; etc.），这表明在日耳曼语词介入之后，这种趋势还延续了一段时间。
- 古法语中韵尾辅音的清化来自日耳曼语影响。

其他方面：
- 由于凯尔特语底层的影响，各种词汇可能在高卢语中意义相近或发音相似的词汇的影响下变了性。法语中性词的丧失可能加速过，因为高卢语的中性词非常难以区分，可能比拉丁语的中性词丧失得更早。[49]相比之下，罗马尼亚语还保留了中性词，意大利语在少数几个词中还可见中性。葡萄牙语、撒丁语、加泰罗尼亚语和西班牙语也在名词之外的指示代词等词中保留了中性词的残余，但名词已不再分中性。
- 句法上，古法语中动词第二顺位的演变，即动词在句子中必须处于第二个，无论主语在哪里。这可能源于日耳曼语影响。
- 第一人称复数以-ons结尾（古法语-omes、-umes）可能来自法兰克语-ōmês、-umês（对应拉丁语-āmus、-ēmus、-imus、-īmus；参古高地德语-ōmēs、-umēs）。[50]
- 古法语中用的k是受日耳曼语习惯影响，在文艺复兴时期被c和qu取代。一般而言，罗曼语和拉丁语都不用k。* 非人称代词on“一个；你；他们”在口语中取代nous“我们”（第一人称复数代词，见北海日耳曼语鼻音消失法则），来自古法语(h)om，是homme“人”的简化，仿译自日耳曼语非人称代词man“一个；你；他们”，来自mann“人”的简化（参古英语man“一个；你；他们”，来自mann'“人”；德语man“一个；你；他们”vs.Mann“人”）。
- avoir“有”的使用比其他罗曼语常用的tenir“有、持有”更普遍，可能是受到日耳曼语的“有”影响，其词形相近（参法兰克语*habēn、哥德语haban、古诺斯语hafa、英语have）。
- 助动词时态的使用增多，特别是“复合过去时”，可能是受日耳曼语影响所致。古典拉丁语中的复合过去时鲜有人知，而在古法语中，在13世纪初日耳曼人和维京人入侵之后，复合过去时开始出现在古法语中。其结构与日耳曼语中的结构相同：有运动、状态指示或条件变化时“动词‘存在’（être）+过去分词”；其他动词时“动词‘有’（avoir）+过去分词”。复合过去时罗曼语中并不普遍，只有已知有日耳曼语顶层的语言才会出现这种结构，而且程度不一。离日耳曼语区最近的语言的结构与日耳曼语最相似。意大利语、西班牙语和加泰罗尼亚语也含有复合过去时。
- 古法语中si（“所以”）的高频出现与古高地德语中的so和thanne有关。
- 古法语倾向于用副词完成动词所表示的含义，如lever sur“举起”、monter en amont“登上”、aller avec“沿着、一起走”、traire avant“向前走”等，可能是日耳曼语影响。
- 条件句缺乏将来时，可能是受日耳曼语影响。

- 重新引入了以20为增量的二十进制数词系统（soixante-dix“70”，字面“60-10”；quatre-vingts“80”，字面“4-20”；quatre-vingt-dix“90”，字面“4-20-10”），是受北日耳曼语支的影响造成的。这种数字系统最早出现在诺曼底，法兰西共和国成立后它从那里向南传播，取代了典型的罗曼语形式，后者至今仍在比利时及瑞士法语中可见。目前的系统由维京人引入，被诺曼人采用、推广（比较丹麦语tresindstyve“60”，字面“3×20”；英语four score and seven“87”。[來源請求]高卢地区罗马时代之前的凯尔特语言也使用这种二十进制，但它在法国语言史上很早就消亡了。北欧的二十进制数词系统最早可能也来自凯尔特语。古法语也有'treis vingts、cinq vingts的说法（比较威尔士语ugain“20”、deugain“40”、pedwar ugain“80”，字面“4-20”）。